# Keshi Anderson
Keshi Anderson (Luton, Anglia, 1995. április 6. –) angol labdarúgó, aki jelenleg az angol negyedosztályban érdekelt Swindon Town csatára.

## Pályafutása
Anderson a Watford ifiakadémiáján kezdett el futballozni, majd onnan került át a Barton Rovershez, ahol megkezdte felnőtt pályafutását. Ott 53 meccsen lépett pályára és 32 gólt szerzett, bajnoki mérkőzésen 41-szer szerepelt és 26-szor volt eredményes. Próbajátékon vett részt a Brentfordnál, ahol hat perc alatt mesterhármast szerzett a Crystal Palace ellen, így az utóbbi klub 2015 februárjában leigazolta. Az ificsapatban első mérkőzésén gólt szerzett, ami után Alan Pardew menedzser azt mondta, hogy a február 7-i, Leicester City elleni meccsre bekerül az első csapat keretébe.
2015. szeptember 24-én egy hónapra kölcsönvette a Doncaster Rovers. Két nappal később, a Sheffield United ellen mutatkozott be. Kölcsönszerződését később 2016 januárjáig meghosszabbították. November 21-én egy Rochdale elleni mérkőzésen lábtörést szenvedett, így visszatért a Crystal Palace-hoz.

## Külső hivatkozások
- Keshi Anderson pályafutásának statisztikái a Soccerbase oldalon (angolul)